# Krinolin (ruha)

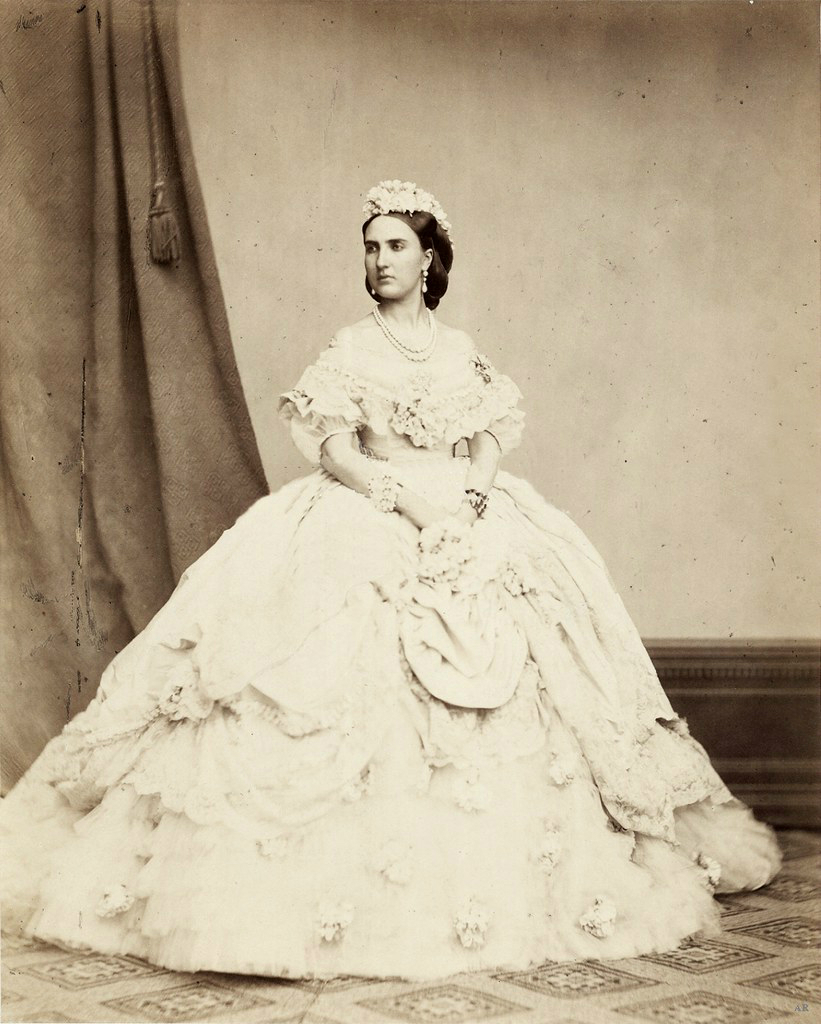
Sarolta mexikói császárné krinolinban

A krinolin (a francia crinoline szóból) női ruhafajta volt a 18–19. században. Eredetileg kemény, lószőrből és pamutfonalakból készült kemény szövetet jelentett, mely 1830 körül jelent meg (a szó forrása is a latin crinis, ’haj’ szó), 1850 körülre azonban már keményített alsószoknyát vagy fémből készült keretet jelentett, mely a korban elterjedt széles szoknyák formáját adta.

## Története

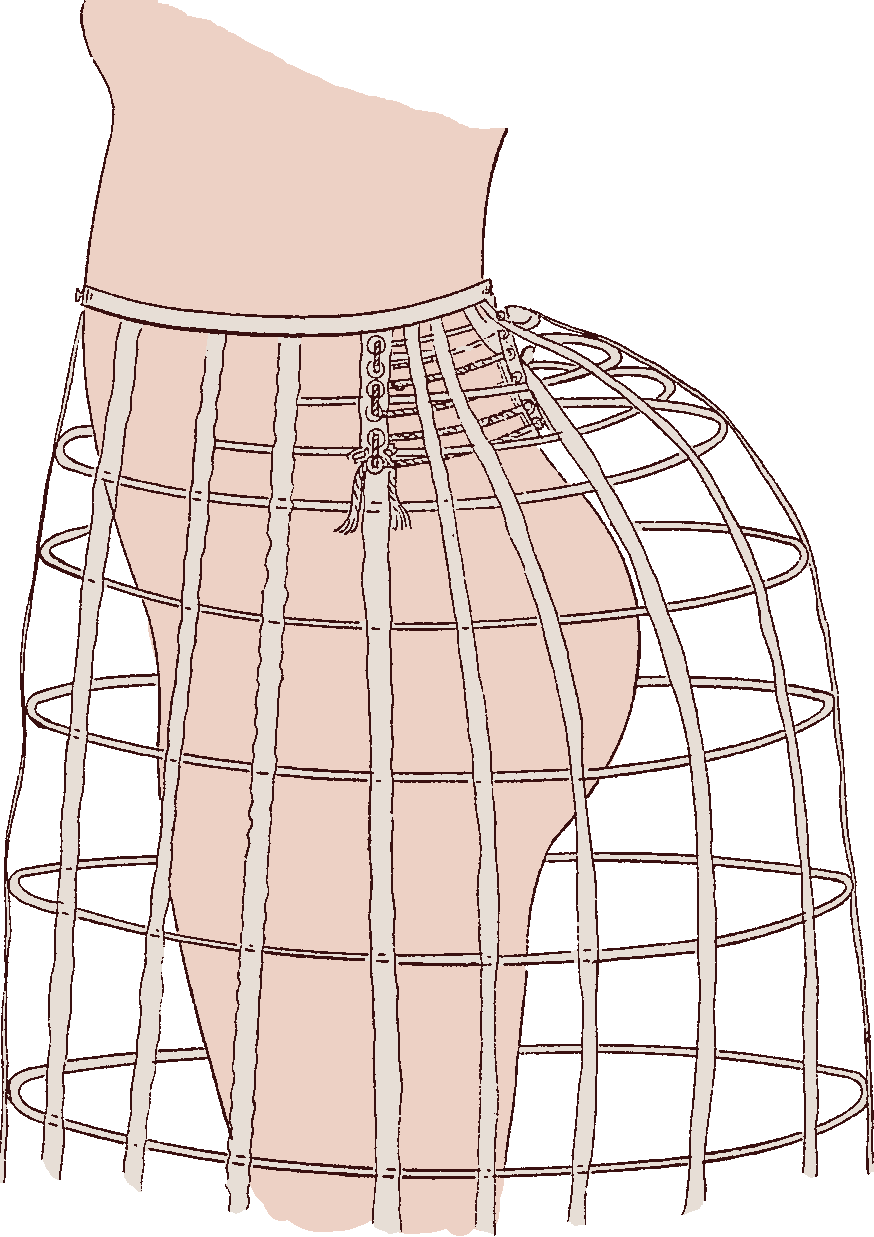
Szerkezete és a testhez illeszkedésének módja

A lószőr szövetet eredetileg zsákokhoz és csomagolásra használták, a 18. századtól azonban ilyen kelméből alsó szoknyákat is készítettek, amelyek abroncsalakban befűzött acéllemezek segítségével harangalakot képeztek, a női felsőruhát feszesen és széles terjedelmű körben tartották. Ezeket a szoknyákat, melyek először Franciaországban, XIV. Lajos alatt jöttek divatba, a franciák lószőrszoknyának (crinoline), nálunk kámvás rokolyának nevezték és  hosszabb-rövidebb ideig viselték.
A francia forradalom után kimentek a divatból, az ekkori női divatot évtizedekig az ókori görög ruházat ihlette, a 19. század közepén azonban újra elterjedt. Eugénia francia császárné, III. Napóleon neje azért viselte 1855-ben, hogy palástolja várandós állapotát, ezután az egész világon újra elterjedt. A császárság végső éveiben eltűnt, és csak igen kevés, az ún. turnűr, más néven condition maradt meg belőle, ami hátul adott buggyos formát a szoknyának. Az 1880-as években culs de Paris néven részben ismét felújították, majd ismét kiment a divatból.